# Albrecht van Nassau-Dillenburg
Albrecht van Nassau-Dillenburg (Dillenburg, 1 november 1596 – Quakenbrück, 16 juni 1626) was van 1623 tot aan zijn dood medegraaf van Nassau-Dillenburg. Hij behoorde tot het huis Nassau-Dillenburg.

## Levensloop
Albrecht was het achtste kind, maar tweede zoon van graaf George van Nassau-Dillenburg uit diens eerste huwelijk met Anna Amalia, dochter van graaf Filips III van Nassau-Saarbrücken. Na de dood van zijn vader in 1623 werd hij samen met zijn oudere broer Lodewijk Hendrik graaf van Nassau-Dillenburg.
Hij diende in het leger van de Republiek der Zeven Verenigde Nederlanden, onder stadhouders Maurits en Frederik Hendrik van Oranje. In juni 1626 vocht hij tijdens de Dertigjarige Oorlog als ruiteroverste in de Slag bij Quakenbrück tegen de troepen van Johan t'Serclaes van Tilly, waarbij Albrecht sneuvelde.
Albrecht bleef ongehuwd en kinderloos. Na zijn dood regeerde zijn broer Lodewijk Hendrik alleen over Nassau-Dillenburg. Albrecht werd op 14 februari 1627 bijgezet in de grafkelder in de Evangelische Stadskerk in Dillenburg.